# 瑪麗亞·卡瓦列羅
玛丽亚·萨鲁德·拉米雷斯·卡瓦列罗（西班牙語：María Salud Ramírez Caballero，1913年9月13日—2022年10月16日），墨西哥百年手工藝人与人瑞，是皮克斯电影《寻梦环游记》中可可太婆（MAMA COCO）的原型。2017年美国电影《寻梦环游记》中的可可太婆（MAMA COCO）即以时年105岁做原型。儘管电影中可可太婆（MAMA COCO）的角色年齡设定为100岁。